# چارلز اوگست نیکولز
چارلز اوگست نیکولز (به انگلیسی: Charles August Nichols) اَنیماتور و کارگردان فیلم اهل ایالات متحده آمریکا است.
از فیلم‌ها یا مجموعه‌های تلویزیونی که وی در آن‌ها نقش داشته است می‌توان به پینوکیو، آلیس در سرزمین عجایب، کوئیک درا مک‌گرا، عصر حجر، تار شارلوت و دارودسته یوگی اشاره نمود.